# II Zbór Kościoła Chrześcijan Baptystów „Blisko Boga” w Warszawie
II Zbór Kościoła Chrześcijan Baptystów w Warszawie - Wspólnota Blisko Boga – Drugi Zbór Kościoła Chrześcijan Baptystów znajdujący się w Warszawie, przy ulicy Lęborskiej 8/10 lok. 1.

## Opis
Nabożeństwa odbywają się przy ul. Lęborskiej 8/10 w każdą niedzielę o godzinie 11.00. W 2007 roku do zboru przyłączył się III zbór warszawski − „Wspólnota Przymierze”. 
Pastorami zboru są prezb. Marek Głodek oraz prezb. Włodzimierz Tasak.